# Diodia othonii
Diodia othonii är en måreväxtart som beskrevs av Carlos Toledo Rizzini. Diodia othonii ingår i släktet Diodia och familjen måreväxter. Inga underarter finns listade i Catalogue of Life.